# ذا فويس: أحلى صوت (الموسم 1)
انطلق الموسم الأول من «ذا فويس: أحلى صوت» في 14 أيلول وأستمر حتى 14 كانون الأول 2012 على قناة إم بي سي 1 وأيضا على قناة أل بي سي. وقدمه الممثل المصري محمد كريم والممثلة اللبنانية نادين نجيم التي تستعرضت في حلقة خاصة كل ما حدث في كواليس الحلقة الرئيسية. وفي مرحلة العروض المباشرة شاركت الممثلة المصرية أروى جودة محمد كريم التقديم على المسرح. تم تصوير حلقات البرنامج في استوديوهات القناة في منطقة ذوق مصبح بالعاصمة اللبنانية بيروت.
الفائز بهذا الموسم كان المشترك المغربي مراد بوريقي من فريق الفنان عاصي الحلاني. حصل الفائز على عقد تسجيل ألبوم وعقد عمل مع يونيفرسال العالمية للموسيقا، إلى جانب شركة «سوني تي في برودكشن» مع شركة بلاتينيوم، مسؤولة عن تسويق الإنتاج الفني للبرنامج. كما حصل على فرصة التعاون مع المنتج العالمي ريد-وان من خلال أغنية من ألحانه، توزيعه وإنتاجه، بالتعاون مع يونيفرسال العالمية. كما حصل على سيارة شيفروليه طراز تريل بليزر 2013.

## مرحلة المقابلات
في البداية تم إجراء مرحلة للمقابلات تحت إشراف الملحن والموزع موسيقي اللبناني جان ماري رياشي الذي أختار 94 شخصا، من أفضل المتقدمين لكي ينتقلوا إلى مرحلة «الصوت وبس» أمام اللجنة المختصة في الإستوديو في بيروت. المقابلات جرت في: الإمارات العربية المتحدة، مصر، الكويت، تونس، المغرب ولبنان. أما مراحل التصفيات في المسابقة مؤلفة من ثلاثة جولات وهي التالية:

## حلقات الموسم الأول

### الجولة الأولى: الصوت وبس

#### الحلقة الأولى: الصوت وبس14 أيلول2012
| رموز | المدرب ضغط على الزر وهو معجب بصوت المتسابق | المتسابق لم يعجب أي من المدربين وتم إقصائه | مدرب واحد فقط ضغط على الزر والمتسابق مجبر على القبول به | المتسابق أختار هذا المدرب من بين اللذين أعجبوا بصوته |

| التسلسل | المتسابق      | الأغنية                                               | خيارات المدربين والمتسابقين | خيارات المدربين والمتسابقين | خيارات المدربين والمتسابقين | خيارات المدربين والمتسابقين |
| التسلسل | المتسابق      | الأغنية                                               | كاظم                        | شيرين                       | صابر                        | عاصي                        |
| ------- | ------------- | ----------------------------------------------------- | --------------------------- | --------------------------- | --------------------------- | --------------------------- |
| 1       | لمياء الزايدي | "سامحتك، أصالة نصري"                                  |                             |                             |                             |                             |
| 2       | منى روقاشي    | "ذا واي يو ميك مي، مايكل جاكسون"                      |                             |                             |                             | —                           |
| 3       | ميشيل الخوري  | "يا حبي اللي غاب، ملحم بركات"                         | —                           | —                           | —                           | —                           |
| 4       | إياد صفير     | "هيت ذا روود جاك، ري تشارلز"                          |                             |                             |                             |                             |
| 5       | حسان عمارة    | "والله ما يسوى، حسين الجسمي"                          |                             | —                           |                             |                             |
| 6       | ربى الخوري    | "لبيروت، فيروز"                                       |                             | —                           | —                           |                             |
| 7       | مروان شمسان   | "عز الحبايب، صابر الرباعي"                            | —                           | —                           | —                           | —                           |
| 8       | وسام القروي   | "أو ميو بامبينو كارو، أوبرا إيطالية / ياطيور، أسمهان" |                             | —                           | —                           |                             |
| 9       | أحمد راجح     | "على بالي، شيرين"                                     | —                           |                             | —                           |                             |
| 10      | سمر نصر       | "إمتى حتعرف، أسمهان"                                  | —                           | —                           | —                           | —                           |
| 11      | كاترين غالي   | "الورد الجميل، أم كلثوم"                              | —                           |                             | —                           | —                           |
| 12      | فريد غنام     | "عايشة، شاب خالد"                                     |                             |                             |                             |                             |

#### الحلقة الثانية: الصوت وبس21 أيلول2012
| التسلسل | المتسابق (العمر)      | الأغنية                                     | خيارات المدربين والمتسابقين | خيارات المدربين والمتسابقين | خيارات المدربين والمتسابقين | خيارات المدربين والمتسابقين |
| التسلسل | المتسابق (العمر)      | الأغنية                                     | كاظم                        | شيرين                       | صابر                        | عاصي                        |
| ------- | --------------------- | ------------------------------------------- | --------------------------- | --------------------------- | --------------------------- | --------------------------- |
| 1       | ريم عز الدين (25)     | "الورد الجميل، أم كلثوم"                    |                             |                             | —                           |                             |
| 2       | سفيان العثماني (26)   | "فاست كار، تريسي شابمان"                    | —                           | —                           | —                           |                             |
| 3       | عائشة الزدجالي (29)   | "والله أحتاجلك أنا، أحلام"                  | —                           | —                           | —                           | —                           |
| 4       | أمجد رحال             | "عز الحبايب، صابر الرباعي"                  | —                           | —                           | —                           |                             |
| 5       | نور عرقسوسي (26)      | "ساموان لايك يو، أديل / أنت عمري، أم كلثوم" |                             |                             |                             |                             |
| 6       | آلاء أحمد (26)        | "مين علمك، نوال الكويتية"                   | —                           |                             | —                           | —                           |
| 7       | يوسف القصاب (22)      | "يوز سامبادي، كينغز أوف لايون"              |                             | —                           | —                           | —                           |
| 8       | سامر سعيد (21)        | "ماتفوتنيش أنا وحدي، سيد مكاوي"             |                             |                             |                             | —                           |
| 9       | أسامة أبو الجبين (29) | "آينت نو صنشاين، كريس آلين"                 | —                           | —                           | —                           | —                           |
| 10      | إيلي أسمر (22)        | "من هون نحنا يا بشر، وديع الصافي"           | —                           | —                           | —                           |                             |
| 11      | نزار بو صحيح (28)     | "على الله تعود، وديع الصافي"                | —                           | —                           | —                           | —                           |
| 12      | ناتالي أبي حبيب       | "قلبي دليلي، ليلى مراد"                     | —                           |                             | —                           | —                           |
| 13      | كريس جير (26)         | "آت لاست، إيتا جيمس"                        |                             |                             |                             |                             |

#### الحلقة الثالثة: الصوت وبس28 أيلول2012
| التسلسل | المتسابق (العمر)            | الأغنية                            | خيارات المدربين والمتسابقين | خيارات المدربين والمتسابقين | خيارات المدربين والمتسابقين | خيارات المدربين والمتسابقين |
| التسلسل | المتسابق (العمر)            | الأغنية                            | كاظم                        | شيرين                       | صابر                        | عاصي                        |
| ------- | --------------------------- | ---------------------------------- | --------------------------- | --------------------------- | --------------------------- | --------------------------- |
| 1       | محمد السيد يوسف (26)        | "لبنان يا قطعة سما، وديع الصافي"   |                             |                             | —                           | —                           |
| 2       | روني الشمالي                | "لا خبر، راشد الماجد"              |                             | —                           | —                           | —                           |
| 3       | غالية بن علي (43)           | "يا مسافر وحدك، محمد عبد الوهاب"   | —                           | —                           | —                           | —                           |
| 4       | عبد الله فتحي عبد الله (19) | "اتحدى العالم، صابر الرباعي"       |                             | —                           | —                           | —                           |
| 5       | محمد بوعدلي                 | "ممنونك أنا، ملحم زين"             | —                           |                             | —                           | —                           |
| 6       | يسرا الجندي                 | "ماي لاف إز يور لاف، ويتني هيوستن" | —                           | —                           | —                           | —                           |
| 7       | يسرا منصور                  | "دجاست ذا تو أوف أص، بيل ويذرس"    |                             |                             |                             |                             |
| 8       | ياسمينة سعيد (19)           | "أكذب عليك، وردة الجزائرية"        | —                           | —                           |                             |                             |
| 9       | محمد خلف (29)               | "يومين وعدوا، بهاء سلطان"          |                             | —                           | —                           | —                           |
| 10      | مريم شجيري                  | " مستنياك، عزيزة جلال "            |                             |                             |                             |                             |
| 11      | إبراهيم الدواليبي (24)      | " اتحدى العالم، صابر الرباعي"      | —                           | —                           |                             | —                           |
| 12      | أحمد إسماعيل                | "على قد الشوق، عبد الحليم حافظ"    | —                           | —                           | —                           | —                           |
| 13      | كنزى عوض (19)               | "آت لاست، إيتا جيمس"               |                             |                             |                             |                             |
| 14      | إيناس لطوف                  | "لولا الملامة، وردة الجزائرية"     | —                           | —                           | —                           |                             |

#### الحلقة الرابعة: الصوت وبس5 تشرين الأول2012
| التسلسل | المتسابق (العمر)        | الأغنية                                    | خيارات المدربين والمتسابقين | خيارات المدربين والمتسابقين | خيارات المدربين والمتسابقين | خيارات المدربين والمتسابقين |
| التسلسل | المتسابق (العمر)        | الأغنية                                    | كاظم                        | شيرين                       | صابر                        | عاصي                        |
| ------- | ----------------------- | ------------------------------------------ | --------------------------- | --------------------------- | --------------------------- | --------------------------- |
| 1       | موري حاتم (20)          | "سوري سيمس تو بي ذا هاردست ورد، إلتون جون" | —                           | —                           |                             |                             |
| 2       | محمد الشقراوي           | "لو نويت، جورج وسوف"                       | —                           |                             | —                           | —                           |
| 3       | جودي مرداش (20)         | "ميرسي، دافي"                              | —                           | —                           | —                           |                             |
| 4       | رضوان قطيش (24)         | "علمني حبك، كاظم الساهر"                   |                             | —                           | —                           | —                           |
| 5       | مراد بوريقي (26)        | "حبيبي على الدنيا، صباح فخري"              | —                           |                             |                             |                             |
| 6       | رضوان بوريقي (30)       | "حلف القمر، جورج وسوف"                     | —                           | —                           | —                           | —                           |
| 7       | حليم كرم (26)           | "مش وقتك يا هوى، غسان صليبا"               | —                           | —                           | —                           | —                           |
| 8       | ليا ميكاييلا رعيدي (21) | "هاوس أوف ذا رايزينغ صن، هيلي هاينهارت"    | —                           |                             | —                           | —                           |
| 9       | كريستيان أبو عيني (23)  | "ساموير أوفر ذا ريمبو، جودي غارلاند"       | —                           | —                           |                             | —                           |
| 10      | محسن لطفاوي (40)        | " يا مسافر وحدك، محمد عبد الوهاب"          | —                           | —                           | —                           |                             |
| 11      | إنجي أمين               | " ما تحاسبنيش، شيرين عبد الوهاب"           |                             |                             | —                           | —                           |
| 12      | أديب صايغ               | "جورجيا أون ماي مايند، ري تشارلز"          | —                           | —                           | —                           | —                           |
| 13      | يسرا محنوش (26)         | "حبيب أمالي، وردة الجزائرية"               |                             |                             |                             |                             |

#### الحلقة الخامسة: الصوت وبس12 تشرين الأول2012
| التسلسل | المتسابق (العمر)        | الأغنية                                            | خيارات المدربين والمتسابقين | خيارات المدربين والمتسابقين | خيارات المدربين والمتسابقين | خيارات المدربين والمتسابقين |
| التسلسل | المتسابق (العمر)        | الأغنية                                            | كاظم                        | شيرين                       | صابر                        | عاصي                        |
| ------- | ----------------------- | -------------------------------------------------- | --------------------------- | --------------------------- | --------------------------- | --------------------------- |
| 1       | بدر سلطان               | "أنا مو ولهان، عبد الله الرويشد"                   |                             |                             |                             | —                           |
| 2       | مارينا شبل (30)         | "ريسبكت، أريثا فرانكلين"                           | —                           | —                           | —                           |                             |
| 3       | زيدون حسين              | "ما شفتني، وليد الشامي"                            |                             | —                           | —                           | —                           |
| 4       | ريم نسيم (23)           | "قال جاني بعد يومين، سميرة سعيد"                   | —                           | —                           | —                           | —                           |
| 5       | لمياء جميل (21)         | "سامارتايم، إلا فيتزجيرالد / يا بدع الورد، أسمهان" |                             |                             |                             |                             |
| 6       | كارل زريق               | "هوتيل كاليفورنيا، ذا إيغيلس"                      | —                           | —                           | —                           | —                           |
| 7       | عبد العظيم الذهبي       | "برضاك، أم كلثوم"                                  | —                           |                             |                             | —                           |
| 8       | محمد طارق               | "تفتكر، صابر الرباعي"                              | —                           | —                           |                             | —                           |
| 9       | قصي حاتم (17)           | "أشوفك وين يا مهاجر، حاتم العراقي"                 |                             |                             |                             |                             |
| 10      | زياد الغزال             | " نون ريان ده ريان، إديث بياف"                     |                             | —                           | —                           | —                           |
| 11      | سارة الحجام             | "واتس آپ، 4 نون بلاندس"                            |                             | —                           | —                           | —                           |
| 12      | نور الدين الدربالي (30) | "سو سيك، ني-يو"                                    | —                           |                             |                             |                             |
| 13      | أميمة أمساعدي (21)      | "لسه فاكر، أم كلثوم"                               | —                           | —                           | —                           |                             |

### الجولة الثانية: المواجهة

#### الحلقة السادسة: المواجهة19 تشرين الأول2012
في 2012.10.19 أنطلقت الجولة الثانية من التصفيات، فيها 51 متسابق سيتواجهون بين بعضهم على شكل ثنائيات وسينتقل لجولة التالية أفضل 24متسابق. بهذه الجولة ثلاث متسابقين زيادة عن العدد التي كان مفترض، حيث لدى عاصي، كاظم وشيرين 13 متسابق في فرقهم بدل 12. هذا الخلل جعل بعض المواجهات تكون مؤلفة من 3 متاسبقين بدل من اثنان كما يجب.
| رمز | اختاره المدرب ليبقى في السباق والانتقال للجولة التالية | لم يختاره المدرب ليبقى في السباق |

| التسلسل | المدرب | المشتركين         | المشتركين         | المشتركين         | المشتركين         | المشتركين         | المشتركين         | الأغنية                                 |
| ------- | ------ | ----------------- | ----------------- | ----------------- | ----------------- | ----------------- | ----------------- | --------------------------------------- |
| 1       | كاظم   | وسام القروي       | وسام القروي       | وسام القروي       | ربى الخوري        | ربى الخوري        | ربى الخوري        | "سلملي عليه، إليسا"                     |
| 2       | كاظم   | زياد الغزال       | زياد الغزال       | زياد الغزال       | كريس جر           | كريس جر           | كريس جر           | "آغينست آل آدس، فيل كولنز"              |
| 3       | صابر   | قصي حاتم          | قصي حاتم          | قصي حاتم          | إبراهيم الدواليبي | إبراهيم الدواليبي | إبراهيم الدواليبي | "غرق الغرقان، راشد الماجد وحسين الجسمي" |
| 4       | صابر   | كنزى عوض          | كنزى عوض          | كنزى عوض          | منى روقاشي        | منى روقاشي        | منى روقاشي        | "سيت فاير تو ذا راين، أديل"             |
| 5       | عاصي   | مراد بوريقي       | مراد بوريقي       | مراد بوريقي       | محسن لطفاوي       | محسن لطفاوي       | محسن لطفاوي       | "مرسول الحب، عبد الوهاب الدكالي"        |
| 6       | عاصي   | أميمة أمساعدي     | أميمة أمساعدي     | ياسمينة سعيد      | ياسمينة سعيد      | إيناس لطوف        | إيناس لطوف        | "مستنياك، عزيزة جلال"                   |
| 7       | شيرين  | عبد العظيم الذهبي | عبد العظيم الذهبي | عبد العظيم الذهبي | محمد يوسف         | محمد يوسف         | محمد يوسف         | "رفضك يا زمان، مدحت صالح"               |
| 8       | شيرين  | فريد غنام         | فريد غنام         | فريد غنام         | نورالدين الدربالي | نورالدين الدربالي | نورالدين الدربالي | "ديزيرت روز، ستينغ والشاب مامي"         |

#### الحلقة السابعة: المواجهة26 تشرين الأول2012
| التسلسل | المدرب | المشتركين      | المشتركين      | المشتركين      | المشتركين     | المشتركين     | المشتركين     | الأغنية                               |
| ------- | ------ | -------------- | -------------- | -------------- | ------------- | ------------- | ------------- | ------------------------------------- |
| 1       | صابر   | مريم شجيري     | مريم شجيري     | مريم شجيري     | لمياء الزايدي | لمياء الزايدي | لمياء الزايدي | "يوم لك ويوم عليك، ذكرى"              |
| 2       | صابر   | لمياء جميل     | لمياء جميل     | لمياء جميل     | محمد طارق     | محمد طارق     | محمد طارق     | "يوم ورا يوم، سميرة سعيد والشاب مامي" |
| 3       | شيرين  | كاترين غالي    | كاترين غالي    | كاترين غالي    | إنجي أمين     | إنجي أمين     | إنجي أمين     | "أهو ده اللي صار، سيد درويش"          |
| 4       | شيرين  | محمد بوعدلي    | محمد بوعدلي    | محمد بوعدلي    | محمد الشقراوي | محمد الشقراوي | محمد الشقراوي | "أشوف فيك يوم، عبد الفتاح الجريني"    |
| 5       | كاظم   | سارة الحجام    | سارة الحجام    | يوسف قصاب      | يوسف قصاب     | نور عرقسوسي   | نور عرقسوسي   | "أي ويل أولويز لاف يو، ويتني هيوستن"  |
| 6       | كاظم   | رضوان قطيش     | رضوان قطيش     | رضوان قطيش     | عبد الله فتحي | عبد الله فتحي | عبد الله فتحي | "بحبك وحشتيني، حسين الجسمي"           |
| 7       | عاصي   | أمجد رحال      | أمجد رحال      | أمجد رحال      | إيلي أسمر     | إيلي أسمر     | إيلي أسمر     | "دقوا المهابيج، فيروز"                |
| 8       | عاصي   | سفيان العتماني | سفيان العتماني | سفيان العتماني | موري حاتم     | موري حاتم     | موري حاتم     | "ذا شو مست غو ون، كوين"               |

#### الحلقة الثامنة: المواجهة2 تشرين الثاني2012
| التسلسل | المدرب | المشتركين       | المشتركين       | المشتركين    | المشتركين         | المشتركين         | المشتركين         | الأغنية                          |
| ------- | ------ | --------------- | --------------- | ------------ | ----------------- | ----------------- | ----------------- | -------------------------------- |
| 1       | عاصي   | حسان عمارة      | حسان عمارة      | حسان عمارة   | أحمد راجح         | أحمد راجح         | أحمد راجح         | "ستة الصبح، حسين الجسمي"         |
| 2       | عاصي   | مارينا الشبل    | مارينا الشبل    | مارينا الشبل | جودي مرداش        | جودي مرداش        | جودي مرداش        | "رولينغ إن ذا ديب، أديل"         |
| 3       | كاظم   | زيدون حسين      | زيدون حسين      | زيدون حسين   | روني الشمالي      | روني الشمالي      | روني الشمالي      | "لقعدلك على الدرب، فلكلور عراقي" |
| 4       | كاظم   | محمد خلف        | محمد خلف        | محمد خلف     | يسرا محنوش        | يسرا محنوش        | يسرا محنوش        | "وحياتي عندك، ذكرى"              |
| 5       | شيرين  | يسرا منصور      | يسرا منصور      | يسرا منصور   | ليا ميكايلا رعيدي | ليا ميكايلا رعيدي | ليا ميكايلا رعيدي | "كريزي، غنارلس باركلي"           |
| 6       | شيرين  | ناتالي أبي حبيب | ناتالي أبي حبيب | ريم عز الدين | ريم عز الدين      | آلاء أحمد         | آلاء أحمد         | "صدفة، يارا"                     |
| 7       | صابر   | سامر سعيد       | سامر سعيد       | سامر سعيد    | بدر سلطان         | بدر سلطان         | بدر سلطان         | "لو نويت، جورج وسوف"             |
| 8       | صابر   | إياد صفير       | إياد صفير       | إياد صفير    | كريستيان أبو عني  | كريستيان أبو عني  | كريستيان أبو عني  | "فيلينغ غود، مايكل بوبليه"       |

### الجولة الثالثة: العروض المباشرة

#### الحلقة التاسعة: العروض المباشرة، المرحلة الربع نهائية9 تشرين الثاني2012
في 2012.11.10 أنطلقت الجولة الثالثة والأخيرة من التصفيات، فيها 24 متسابق سيتواجهون بين بعضهم على شكل انفرادي وعلى الهواء مباشرة. بكل حلقة سيغني 12 متسابق، ينتقل فقط 8 منهم لعروض مباشرة لاحقة. بهذه المرحلة دخلت الممثلة وعارضة الأزياء المصرية أروى جودة لتتشارك التقديم مع محمد كريم.
| رمز | أختاره الجمهور ليبقى في السباق | أختاره المدرب ليبقى في السباق | المدرب لم يختاره وخرج من السباق |

| التسلسل | المدرب | المشتركين        | الأغنية                          | النتيجة        | غناء مشترك مع المدرب |
| ------- | ------ | ---------------- | -------------------------------- | -------------- | -------------------- |
| 1       | صابر   | لمياء جميل       | "شفتو من بعيد، يارا"             | أختيار المدرب  | " سيدي منصور "       |
| 2       | صابر   | كريستيان أبو عني | "آي هو هاف ناثينغ، بن إي كينغ"   | خرج من السباق  | " سيدي منصور "       |
| 3       | صابر   | سامر أبو طالب    | "لمستك، عمرو مصطفى"              | إختيار الجمهور | " سيدي منصور "       |
| 4       | عاصي   | إيناس لطوف       | "إرجع للشوق، إليسا"              | خرجت من السباق | " بحبك وبغار "       |
| 5       | عاصي   | موري حاتم        | "ويذآوت يو، ديفيد غيتا فيت يوشر" | أختيار المدرب  | " بحبك وبغار "       |
| 6       | عاصي   | مراد بريقي       | "قدك المياس، قدود حلبية"         | إختيار الجمهور | " بحبك وبغار "       |
| 7       | كاظم   | ربى الخوري       | "اعتزلت الغرام، ماجدة الرومي"    | أختيار المدرب  | " قولي أحبك "        |
| 8       | كاظم   | نور عرقسوسي      | "يو لوست مي، كريستينا أغيليرا"   | إختيار الجمهور | " قولي أحبك "        |
| 9       | كاظم   | رضوان قطيش       | "ما قال لي وقلت له، فريد الأطرش" | خرج من السباق  | " قولي أحبك "        |
| 10      | شيرين  | محمد عدلي        | "على بالي، أدام"                 | أختيار المدرب  | " يا ليل "           |
| 11      | شيرين  | إنجي أمين        | "خليك هنا خليك، وردة الجزائرية"  | إختيار الجمهور | " يا ليل "           |
| 12      | شيرين  | يسرا منصور       | "وي فاوند لاف، ريانا"            | خرجت من السباق | " يا ليل "           |

#### الحلقة العاشرة: العروض المباشرة، المرحلة الربع نهائية16 تشرين الثاني2012
| التسلسل | المدرب | المشتركين         | الأغنية                             | النتيجة        | غناء مشترك مع المدرب |
| ------- | ------ | ----------------- | ----------------------------------- | -------------- | -------------------- |
| 1       | عاصي   | حسان عمارة        | "ليلة لو باقي ليلة، عبد الرب إدريس" | أختيار المدرب  | " الهوا طاير "       |
| 2       | عاصي   | إيلي أسمر         | "على بابي واقف قمرين، ملحم بركات"   | إختيار الجمهور | " الهوا طاير "       |
| 3       | عاصي   | مارينا شبل        | "فاليري، آمي واينهاوس"              | خرجت من السباق | " الهوا طاير "       |
| 4       | صابر   | لمياء الزايدي     | "أنا بعشقاك، ميادة الحناوي"         | أختيار المدرب  | " ببساطة "           |
| 5       | صابر   | منى رقاشي         | "دومينو، جيسي جي"                   | خرجت من السباق | " ببساطة "           |
| 6       | صابر   | قصي حاتم          | "فوق النخل، تراث عراقي"             | إختيار الجمهور | " ببساطة "           |
| 7       | شيرين  | عبد العظيم الذهبي | "على باب الله، حمزة نمرة"           | أختيار المدرب  | " صبري قليل "        |
| 8       | شيرين  | آلاء أحمد         | "يا منيتي، عبد المحسن مهنا"         | خرجت من السباق | " صبري قليل "        |
| 9       | شيرين  | فريد غنام         | "ديدي، الشاب خالد"                  | إختيار الجمهور | " صبري قليل "        |
| 10      | كاظم   | كريس جر           | "سكاي فول، أديل"                    | أختيار المدرب  | " هذا اللون "        |
| 11      | كاظم   | يسرا محنوش        | "أروح لمين، أم كلثوم"               | إختيار الجمهور | " هذا اللون "        |
| 12      | كاظم   | روني الشمالي      | "عالهدى لك، تراث عراقي"             | خرج من السباق  | " هذا اللون "        |

#### الحلقة الحادية عشر: العروض المباشرة، المرحلة الربع نهائية23 تشرين الثاني2012
في هذه الجولة يتنافس المتسابقين 16 اللذين بقوا من الحلقتين السابقيتين، أربعة من فريق. في نهاية العروض الجمهور ينقذ واحد والمدرب أثنان من الأربعة لدى فريقه.
| التسلسل | المدرب | المشتركين         | الأغنية                                                        | النتيجة        |
| ------- | ------ | ----------------- | -------------------------------------------------------------- | -------------- |
| 1       | شيرين  | محمد عدلي         | "يا ضلي يا روحي، وائل كفوري"                                   | أختيار المدرب  |
| 2       | شيرين  | إنجي أمين         | "ما تجبش سيرتي، أنغام"                                         | أختيار المدرب  |
| 3       | شيرين  | عبد العظيم الذهبي | "يا بلادي، عزيز الشافعي ورامي جمال"                            | خرج من السباق  |
| 4       | شيرين  | فريد غنام         | "آي سيوتي بيغو، ميشيل تيلو"                                    | إختيار الجمهور |
| 5       | عاصي   | موري حاتم         | "هيرو، إنريكيه إغليسياس"                                       | أختيار المدرب  |
| 6       | عاصي   | حسان عمارة        | "وحشتني، سعاد محمد"                                            | أختيار المدرب  |
| 7       | عاصي   | إيلي أسمر         | "لبنان يا قطعة سما، وديع الصافي"                               | خرج من السباق  |
| 8       | عاصي   | مراد بوريقي       | "علي جرى، علية التونسية"                                       | إختيار الجمهور |
| 9       | كاظم   | نور عرقسوسي       | "تايم تو سي غودباي، أندريا بوتشيلي" "أنا في أنتظارك، أم كلثوم" | أختيار المدرب  |
| 10      | كاظم   | ربى الخوري        | "فيرست بي أي وومان، غلوريا غاينور" "مجنونة ، كارول سماحة"      | خرجت من السباق |
| 11      | كاظم   | كريس جر           | "حلوة يا بلدي، داليدا" "أمباير ستيت أوف مايند، أليشيا كيز"     | أختيار المدرب  |
| 12      | كاظم   | يسرا محنوش        | "وين آي نيد يو، ليو سيير" "الأطلال، أم كلثوم"                  | إختيار الجمهور |
| 13      | صابر   | لمياء الزايدي     | "بحلم بلقاك، ذكرى"                                             | أختيار المدرب  |
| 14      | صابر   | سامر أبو طالب     | "غريبة الناس، وائل جسار"                                       | أختيار المدرب  |
| 15      | صابر   | لمياء جمال        | "مين ده اللي نسيك، نانسي عجرم"                                 | خرجت من السباق |
| 16      | صابر   | قصي حاتم          | "اللي نساك إنساه، عبد الله الرويشد"                            | إختيار الجمهور |

#### الحلقة الثانية عشر: العروض المباشرة، المرحلة الربع نهائية30 تشرين الثاني2012
في هذه الجولة تنافس المتسابقين الثلاثة اللذين بقوا من الحلقة الماضية. في نهاية العروض الجمهور ينقذ واحد والمدرب واحد من بين الثلاثة لدى فريقه.
| التسلسل | المدرب | المشتركين     | الأغنية                                              | النتيجة        |
| ------- | ------ | ------------- | ---------------------------------------------------- | -------------- |
| 1       | صابر   | لمياء الزايدي | "دارت الأيام، أم كلثوم"                              | إختيار الجمهور |
| 2       | صابر   | قصي حاتم      | "مروا علي الحلوين، ناظم الغزالي"                     | أختيار المدرب  |
| 3       | صابر   | سامر أبو طالب | "أمانة عليك، كارم محمود"                             | خرج من السباق  |
| 4       | شيرين  | فريد غنام     | "روحي يا وهران، شاب خالد"                            | إختيار الجمهور |
| 5       | شيرين  | محمد عدلي     | "أنا أشتقتلك، الحاج فضل شاكر"                        | أختيار المدرب  |
| 6       | شيرين  | إنجي أمين     | "أمل حياتي، أم كلثوم"                                | خرجت من السباق |
| 7       | كاظم   | كريس جر       | "أداجيو، لارا فابيان"                                | خرجت من السباق |
| 8       | كاظم   | يسرا محنوش    | "ماي هارت ويل غو أون، سيلين ديون" "أوعدك، سعاد محمد" | إختيار الجمهور |
| 9       | كاظم   | نور عرقسوسي   | "ماي إيمورتال، إڤانيسنس" "أنا قلبي دليلي، ليلى مراد" | أختيار المدرب  |
| 10      | عاصي   | حسان عمارة    | "لاموني اللي غاروا مني، الهادي الجويني"              | خرج من السباق  |
| 11      | عاصي   | مراد بوريقي   | "أبعتلي جواب، قدود حلبية"                            | إختيار الجمهور |
| 12      | عاصي   | موري حاتم     | "أون دوس تريس، ريكي مارتن"                           | أختيار المدرب  |

#### الحلقة الثالثة عشر: العروض المباشرة، المرحلة النصف النهائية7 كانون الأول2012
في المرحلة النصف النهائية وما قبل الختام، يتافس ثمانية متسابقين لكي ينتقل أربعة منهم للحلقة النهائية. هنا ينتهي دور المدرب في الاختيار، فالجمهور فقط من يختار من يريد أن ينتقل للحلقة النهائية
| التسلسل | المدرب | المشتركين     | الأغنية                         | النتيجة        | غناء مشترك مع المدرب |
| ------- | ------ | ------------- | ------------------------------- | -------------- | -------------------- |
| 1       | عاصي   | مراد بوريقي   | "يا مال الشام، قدود حلبية"      | إختيار الجمهور | " سألوني إذا بحبك "  |
| 2       | عاصي   | موري حاتم     | "ليسن، بيونسيه"                 | خرج من السباق  | " سألوني إذا بحبك "  |
| 3       | كاظم   | يسرا محنوش    | "بعيد عنك، أم كلثوم"            | إختيار الجمهور | " عبرت الشط "        |
| 4       | كاظم   | نور عرقسوسي   | "على العقيق، قدود حلبية"        | خرجت من السباق | " عبرت الشط "        |
| 5       | شيرين  | فريد غنام     | "حبيبي يا نور العين، عمرو دياب" | إختيار الجمهور | " على بالي "         |
| 6       | شيرين  | محمد عدلي     | "أي دمعة حزن، عبد الحليم حافظ"  | خرج من السباق  | " على بالي "         |
| 6       | صابر   | لمياء الزايدي | "للصبر حدود، أم كلثوم"          | خرجت من السباق | " يا أغلى "          |
| 7       | صابر   | قصي حاتم      | "جنة جنة يا وطنا، تراث عراقي"   | إختيار الجمهور | " يا أغلى "          |

#### الحلقة الرابعة عشر: العروض المباشرة، المرحلة النهائية14 كانون الأول2012
في المرحلة النهائية حيث تختتم المسابقة، يتنافس أربعة متسابقين من أجل الحصول لقب أحلى صوت. هنا الجمهور يختار من يريد أن يفوز بالسباق.
| التسلسل | المدرب | المشتركين   | الأغنية الأولى                  | الأغنية الثانية                                         | النتيجة       | أغنية الفائز                    |
| ------- | ------ | ----------- | ------------------------------- | ------------------------------------------------------- | ------------- | ------------------------------- |
| 1       | عاصي   | مراد بوريقي | " غنيلي، أم كلثوم "             | " الهوى سلطان، جورج وسوف "                              | الفائز        | " حبيبي على الدنيا، صباح فخري " |
| 2       | كاظم   | يسرا محنوش  | " ميحانة، ناظم الغزالي "        | " لا في آن روز ، إديث بياف" و" أعطيني حريتي، أم كلثوم " | الوصيفة       | -                               |
| 3       | صابر   | قصي حاتم    | " أنا يا طير، محمد جواد أموري " | " سر حبي، أبو بكر سالم "                                | المركز الثالث | -                               |
| 4       | شيرين  | فريد غنام   | " سي لا في، شاب خالد "          | " حاولوا، شاب مامي "                                    | المركز الرابع | -                               |

## فيديو كليب
في نهاية الحلقة الأخيرة من الموسم الأول من البرنامج، تم الكشف عن فيديو كليب أغنية «تألقي» كلمات الشاعر نزار فرنسيس وألحان جان ماري رياشي، يشترك في تأديتها المشتركين الثمانية اللذين وصلوا للمرحلة النصف نهائية من السباق وهم: نور عرقسوسي، لمياء الزايدي، موري حاتم، محمد عدلي، يسرا محنوش، قصي حاتم، فريد غنام والفائز مراد بوريقي.